# Tidaholm (comuna)
Tidaholm (em sueco: Tidaholm kommun) é uma comuna da Suécia localizada no condado da Gotalândia Ocidental. Sua capital é a cidade de Tidaholm. Possui 518 quilômetros quadrados e segundo censo de 2018, havia 12 828.